# Eremochloa
Eremochloa là một chi thực vật có hoa trong họ Hòa thảo (Poaceae).

## Loài
Chi Eremochloa gồm các loài: